# Cikiruh
Cikiruh is een bestuurslaag in het regentschap Pandeglang van de provincie Banten, Indonesië. Cikiruh telt 2166 inwoners (volkstelling 2010).